# Барите
 Тази статия е за квартала.  За механизмите за почистване наричани „бари“, вижте Тепавица.  
„Барите“ е квартал на София, разположен в югозападната част на града. Намира се южно и западно от кв. „Факултета“ и северно от ж.к. „Овча Купел 1“ и „Овча Купел 2“. В близост до квартала е разположен парк, където се намира Висшето строително училище „Любен Каравелов“. Инфраструктурата на квартала е лоша, липсват удобни транспортни връзки. Застроен е предимно от къщи и бараки, населени най-често от цигани. Много често кварталът е смятан за част от кв. „Факултета“.
На 16 октомври 2006 г. вестник „Капитал“ информира, че Софийският градски съд „уважи искането и наложи възбрана на имотите, притежавани от Красимир [Големия Маргин] и Мария Маринови“, един от които е „дворно място в квартал „Барите“.“